# Nell Soto

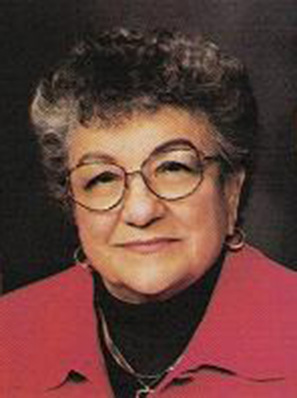
Nell Soto (2000)

Nell Soto (geborene Garcia; * 18. Juni 1926 in Pomona, Kalifornien; † 26. Februar 2009 ebenda) war eine US-amerikanische Politikerin. Sie gehörte der Demokratischen Partei an.
Nell Sotos Familie war seit sechs Generationen in Südkalifornien ansässig und hispanoamerikanischer Herkunft. Nell wuchs während der Great Depression auf und musste als Kind auf den Feldern mitarbeiten. Während des Zweiten Weltkriegs war sie in verschiedenen Rüstungsbetrieben beschäftigt. Kurz nach dem Krieg heiratete sie Phil Soto, den sie bei seiner politischen Karriere unterstützte. In den 1980er-Jahren ging Nell Soto selbst in die Politik. Von 1987 bis 1998 war sie im Stadtrat ihrer Heimatstadt Pomona.
Schwerpunkt von Sotos späteren politischen Wirkens war der Umweltschutz, ein bis dahin für Latino-Politiker untypisches Thema. 1993 wurde sie in den südkalifornischen Ausschuss für Luftreinheit (South Coast Air Quality Management District Board) gewählt. Ein Jahr nach Phils Tod 1997 kandidierte Nell im 61. Wahldistrikt für die California State Assembly. Sie erreichte 56,2 % der Stimmen und wurde im Dezember 1998 angelobt. Noch vor Ablauf ihrer zweijährigen Amtszeit kam es durch die Wahl des kalifornischen Senators Joe Baca in das US-Repräsentantenhaus Anfang 2000 zu einer Nachwahl für den nun vakanten Sitz im 32. Senats-Wahlkreis. Nell Soto setzte sich dabei in zwei Wahlgängen gegen den republikanischen Kandidaten sowie ihren demokratischen Parteifreund David Eshleman – Bürgermeister von Fontana  – durch. Die reguläre Wiederwahl Ende 2002 gewann sie mit einer 2/3-Mehrheit. Wegen der Beschränkung der Senats-Amtszeit auf zwei Perioden kandidierte sie 2006 wieder für die State Assembly in ihrem angestammten Wahlbezirk. Zum Ende ihrer letzten Amtsperiode im Dezember 2008 war Nell Soto – die sich selbst als „Großmutter des Abgeordnetenhauses“ bezeichnete – 82 Jahre alt. Sie starb wenige Wochen später in ihrer Heimatstadt Pomona.